# Староглушинка
Староглушинка — село в Заринском районе Алтайского края России. Входит в состав Гоношихинского сельсовета.

## История
Староглушинка была основана в 1828 году. В «Списке населенных мест Российской империи» 1868 года издания населённый пункт упомянут как заводская деревня Глушинская (Глухо) Барнаульского округа (1-го участка) Томской губернии при реке Чумыш. В деревне имелось 33 двора и проживало 188 человек (88 мужчин и 100 женщин).

В 1899 году в деревне, относящейся к Чумышской волости Барнаульского уезда, имелся 81 двор (80 крестьянских и 1 некрестьянский) и проживало 764 человека (383 мужчины и 381 женщина). Функционировали хлебозапасный магазин и школа грамоты.
По состоянию на 1911 год Глушинская включала в себя 118 дворов. Имелись хлебозапасный магазин, торговая лавка, артельный маслодельный завод, мукомольная мельница и часовня. Население на тот период составляло 702 человека. Административно деревня входила в состав Средне-Красиловской волости Барнаульского уезда.

В 1926 году в деревне Старо-Глушинка имелось 137 хозяйств и проживало756 человек (350 мужчин и 406 женщин). В национальном составе населения преобладали украинцы. Функционировали школа I ступени и лавка общества потребителей. В административном отношении Старо-Глушинка являлась центром сельсовета Чумышского района Барнаульского округа Сибирского края.

## География
Село находится в северо-восточной части Алтайского края, на южном берегу озера Курья, к югу от реки Чумыш, на расстоянии примерно 12 километров (по прямой) к западу-северо-западу (WNW) от города Заринск, административного центра района. Абсолютная высота — 161 метр над уровнем моря.

Климат умеренный, континентальный. Средняя температура января составляет −17,7 °C, июля — +19,2 °C. Годовое количество атмосферных осадков — 450 мм.

## Население
| 1997 | 1998 | 1999 | 2000 | 2001 | 2002 | 2003 |
| ---- | ---- | ---- | ---- | ---- | ---- | ---- |
| 262  | ↘248 | ↗261 | ↗264 | ↗265 | ↘254 | ↘231 |
| 2004 | 2005 | 2006 | 2007 | 2008 | 2009 | 2010 |
| ↗245 | ↘232 | ↘227 | ↘221 | ↗238 | ↗246 | ↘216 |
| 2011 | 2012 | 2013 |      |      |      |      |
| ↗217 | ↘210 | ↗212 |      |      |      |      |

Согласно результатам переписи 2002 года, в национальной структуре населения русские составляли 95 %.

## Инфраструктура
В селе функционирует фельдшерско-акушерский пункт (филиал КГБУЗ «Центральная городская больница г. Заринск»).

## Улицы
Уличная сеть села состоит из 6 улиц и 2 переулков.